# Mohamed Saïd Mazouzi
Mohamed Saïd Mazouzi (en arabe : محمد السعيد معزوزي), né le 29 juin 1924 à Alger et mort le 5 avril 2016 à Alger, est un homme politique algérien.
Il était considéré comme l'un des prisonniers politiques algériens les plus célèbres de l'époque coloniale, où il a passé 17 ans en prison et après l'indépendance du pays, il a occupé le poste de ministre du Travail et des Affaires sociales de 1968 à 1977, puis de ministre des Moudjahidine de 1977 à 1979.

## Biographie

### Jeunesse
Mohamed Saïd Mazouzi est né le 29 juin 1924 à Alger il a étudié à l'école primaire de la ville et a été élève aux mains du cheikh Hamza Boukoucha à l'école libre de Dellys, puis a déménagé à Tizi Ouzou pour étudier au secondaire. Puis il rejoint le Parti populaire algérien en 1943.

### Entrer dans la prison
Après une opération d'assassinat visant l'un des collaborateurs de l'armée française, le Bachagha (Ait Ali) dans le district de Tigzirt, Mohamed Saïd Mazouzi a été arrêté avec son partenaire dans l'opération (Mohamed Zeroual) le 15 septembre 1945 pour tentative de meurtre et atteinte à la sécurité publique, où il a été incarcéré à Barbarossa et en 1948 Il a été transféré à la prison de Tizi Ouzou et il a été condamné à 20 ans d'emprisonnement avec travaux forcés dans la ville de Blida en 1952, après quoi il a été transféré à la prison de Moulin, puis à la prison de Chomon, puis à la prison d'Oran en juillet 1953. Il a été rejugé en 1958 et il a été condamné à la réclusion à perpétuité. Au cours de son séjour en prison, il fait la connaissance du combattant Ramdane Abane et de plusieurs militants patriotiques, dont le membre de l'Organisation spéciale Omar Boudaoud, libéré en 1962.

### Après l'indépendance
Après l'indépendance de l'Algérie en 1962, Mohamed Saïd Mazouzi a été nommé coordinateur de la fédération du Front de libération nationale de la wilaya de Tizi Ouzou et en 1963 il a été nommé membre du Comité préparatoire du Congrès national du Front de libération nationale, qui a ensuite été élu membre du Comité central et président du Comité des relations extérieures. Ministre du Travail et des Affaires sociales du 7 mars 1968 au 23 avril 1977. Le 6 avril 1977, il a été nommé ministre des Moudjahidine jusqu'au 8 mars 1979, après quoi il est devenu membre du Bureau politique du Front de libération nationale, en 1984 Mohamed Saïd Mazouzi a été démis du Comité central du Parti du Front de libération Patriotique( pas clair)!!! en raison de sa proximité avec le président Houari Boumédiène, puis s'est retiré de l'arène politique après les événements du 5 octobre 1988.
Puis il est revenu à l'activité politique par sa nomination au Conseil national consultatif de 1992 à 1994.